# 文作
文作（1540年—？年），字述甫，號明吾，四川重慶府涪州人，民籍。

## 生平
正月初三日生，行五，治《易經》，由州學增廣生中式嘉靖四十年（1561年）辛酉科四川鄉試第四十四名舉人，年二十九歲中式隆慶二年戊辰科會試第一百九十五名，第三甲第一百五十七名進士。历官福建按察司佥事，萬曆六年（1578年）八月升陕西右参议，八年八月升本省副使，靖边兵备道，十一年十一月升雲南右参政，遷湖广按察使，十七年七月升雲南右布政使，二十年四月升广西左布政使。

## 家族
曾祖文瑄；祖文經；父文羽治；嫡母熊氏；生母朱氏。永感下，妻陳氏，兄佖；僴；倣；儼。